# 막시밀리아노 에르난데스 마르티네스
막시밀리아노 에르난데스 마르티네스(스페인어: Maximiliano Hernández Martínez, 1882년 10월 21일 ~ 1966년 5월 15일)는 엘살바도르의 군인 출신 정치가로, 1931년부터 1934년까지, 1935년부터 1944년까지 두 차례에 걸쳐 대통령으로 재임했다.
1931년 부통령으로 추대되었으며, 동년 아르투로 아라우호(Arturo Araujo)를 쿠데타로 축출하고 집권하였다. 세계 대공황으로 커피값이 크게 폭락하고 국가 수입과 노동자들의 임금이 줄어들었던 그 시절, 엘살바도르는 부정 부패가 심했다. 공산당은 이를 비난하면서 영향력을 키우기 시작하였고, 이에 보수파들의 반감을 사게 되었다. 아라우호대통령은 마르티네스를 후임자로 지명하였고, 이듬해 지방 선거를 약속한다.
그러나 마르티네스는 이를 핑계로 차츰 권력에 단맛에 빠져들었으며, 반공·극우를 앞세워 좌익을 탄압하기 시작했다. 국민들과의 약속을 지키고자 지방 선거를 실시하였는데, 여기서 공산당이 승리함에도 불구하고 그는 이를 인정하지 않았다.
이에 공산주의자들이 반기를 들려고 하자, 그는 대량 학살을 저질러 이들을 살해했다. 파라분도 마르티를 비롯한 공산당 지도자들은 체포되었고, 지도자를 잃은 공산당원들이 일제히 무장봉기하자, 군부는 그들을 살해했다. 이로써 마르티네스의 반공독재체제가 구축된다.
이렇게 부정적인 면이 있어도, 그는 도로 건설을 비롯한 개혁 정책을 실시했다. 또한 대대적인 부패 척결을 내세웠다.
만주국과 일본을 주권국가로 승인했으나, 전쟁이 발발하자 연합국으로 참전한다.
그러나 무리한 정책으로 경제가 파멸, 국가의 위상이 떨어지자 반정부 운동이 일어난다. 학생들이 총파업에 들어가기 시작한 것이, 반정부 시위로 이어지자, 대통령직을 사임하고 망명한다. 이후 온두라스에서 여생을 보내다가 그곳에서 살해당한다.

## 참조
1. ↑  “Maximiliano Hernández Martínez”.
2. ↑  “Maximiliano Hernández Martínez”.